# Bodden

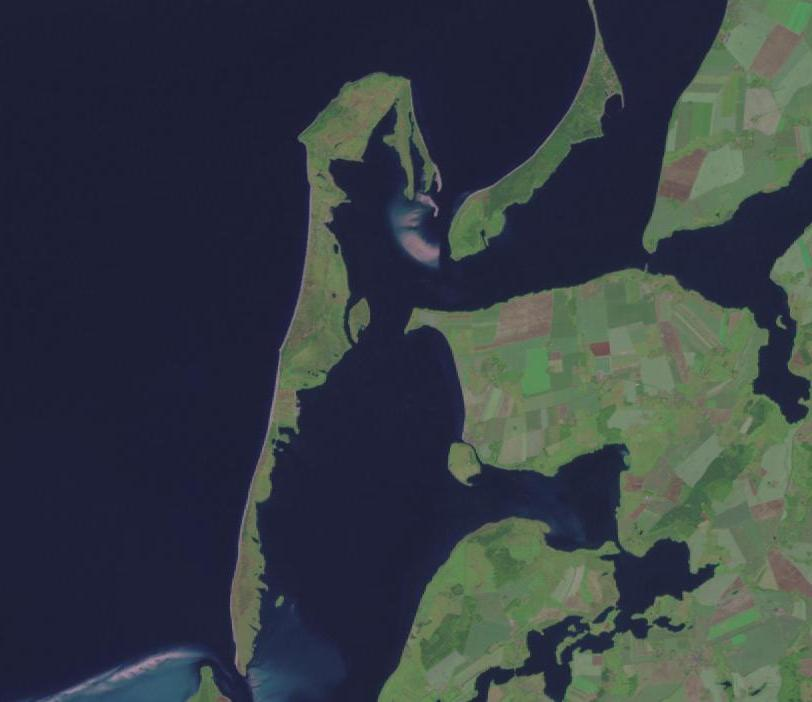
Die Insel Hiddensee und der nördliche Teil der Westrügener Boddenkette: Vitter Bodden und Schaproder Bodden mit der Udarser Wiek.

Ein Bodden ist ein flaches, buchtartiges Küstengewässer einer nacheiszeitlich teilweise überfluteten Grundmoränenlandschaft. Der Name Bodden ist vermutlich niederdeutschen Ursprungs und bedeutet „Boden“ oder „Grund“, was sich auf die geringe Tiefe dieser Gewässer bezieht. Bodden sind charakteristisch für die südliche Ostsee, wo sie typischerweise durch langgestreckte Inseln und Halbinseln vom offenen Meer abgetrennt sind und Lagunen bilden.

## Entstehung

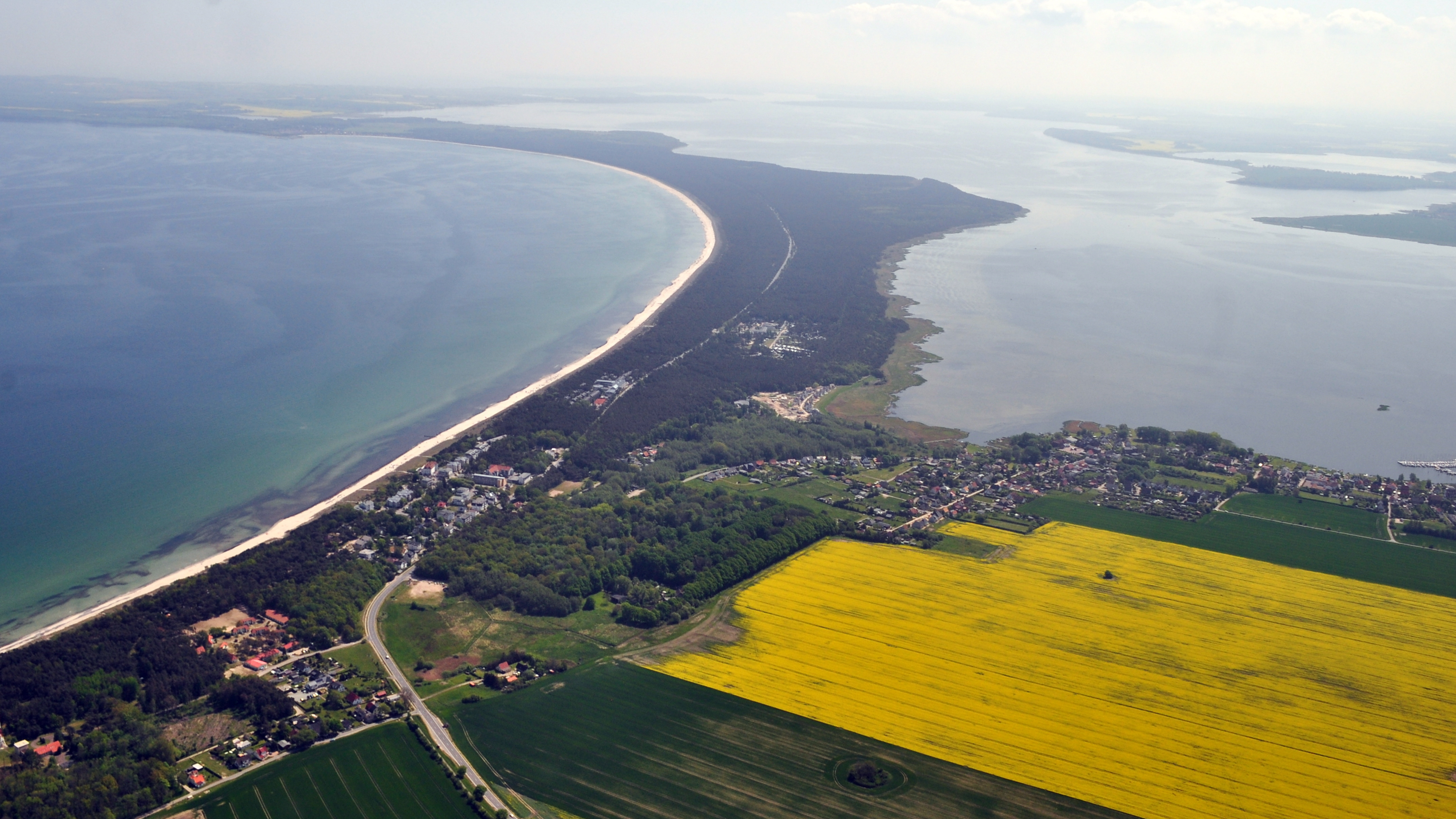
Tromper Wiek (links), Schaabe (mittig) und Großer Jasmunder Bodden (rechts)

Während des eustatischen postglazialen, holozänen Meeresspiegelanstieges, der zusätzlich mit einer Absenkung der Erdkruste einherging, wurde am südlichen Rand des Ostseebeckens eine flachwellige Grundmoränenlandschaft teilweise dauerhaft geflutet, sodass eine unregelmäßige Küstenlinie mit Vorsprüngen und Buchten entstand. Die Buchten dieser Küste entsprachen sogenannten Zungenbecken, die während der letzten Kaltzeit vom Inlandeis in seine Unterlage geschürft wurden, und teilweise auch tieferliegenden Grundmoränen. Sie waren die Vorläufer der heutigen Bodden. Weil das Eis bereits verschwunden und das glazigene Relief vor seiner Flutung bereits zu einem gewissen Grade subaerisch überprägt war, gehört die Boddenküste zu den Ingressionsküsten.
Durch küstenparallele Strömungen kann nachfolgend anderswo erodiertes Sediment an die Vorsprünge sowie an Inseln angelagert werden, die der neu entstandenen Boddenküste unmittelbar vorgelagert sind. Dieser Prozess wird Küstenausgleich genannt. Die sich infolgedessen ausbildenden Nehrungen können die Vorsprünge und Inseln miteinander verbinden, sodass langgestreckte Inseln und Halbinseln entstehen, die einzelne Bodden oder eine ganze Reihe benachbarter Bodden (Boddenkette) vom offenen Meer abschnüren und in eine Lagune verwandeln. Diese Küstenmorphologie mit inneren Küstengewässern (Lagunen) und äußeren Küstengewässern wird auch als Doppelküste bezeichnet. Die Lagunen an der Ostseeküste haben einen geringeren Salzgehalt als die angrenzenden offenen Meeresbereiche, da einmündende Fließgewässer laufend Süßwasser liefern und der Wasseraustausch mit dem offenen Meer lediglich über die Flutrinnen erfolgen kann.
Über 30 meist kleinere, flachere Buchten an der südwestlichen Ostseeküste werden, aus der altnordischen Sprache hergeleitet, als Wiecken bezeichnet. Diese befinden sich entweder innerhalb eines Boddens oder auch an der Außenküste.

## Beispiele
Boddengewässer finden sich in der südlichen Ostsee in Vorpommern zwischen dem Fischland und der Insel Usedom, so unter anderem:
|  | Darß-Zingster Boddenkette | Saaler Bodden, Koppelstrom, Bodstedter Bodden, Meiningenstrom, Barther Bodden und Grabow                             |
|  | Westrügener Boddenkette   | Kubitzer Bodden, Schaproder Bodden, Udarser Wiek und Vitter Bodden                                                   |
|  | Nordrügener Bodden        | Breetzer Bodden, Breeger Bodden, Lebbiner Bodden, Großer und Kleiner Jasmunder Bodden, Rassower Strom, Wieker Bodden |
|  | Greifswalder Bodden       | Rügischer Bodden, Hagensche Wiek und Dänische Wiek                                                                   |
|  | Peenestrom                | Achterwasser und Krumminer Wiek                                                                                      |

## Flora und Fauna

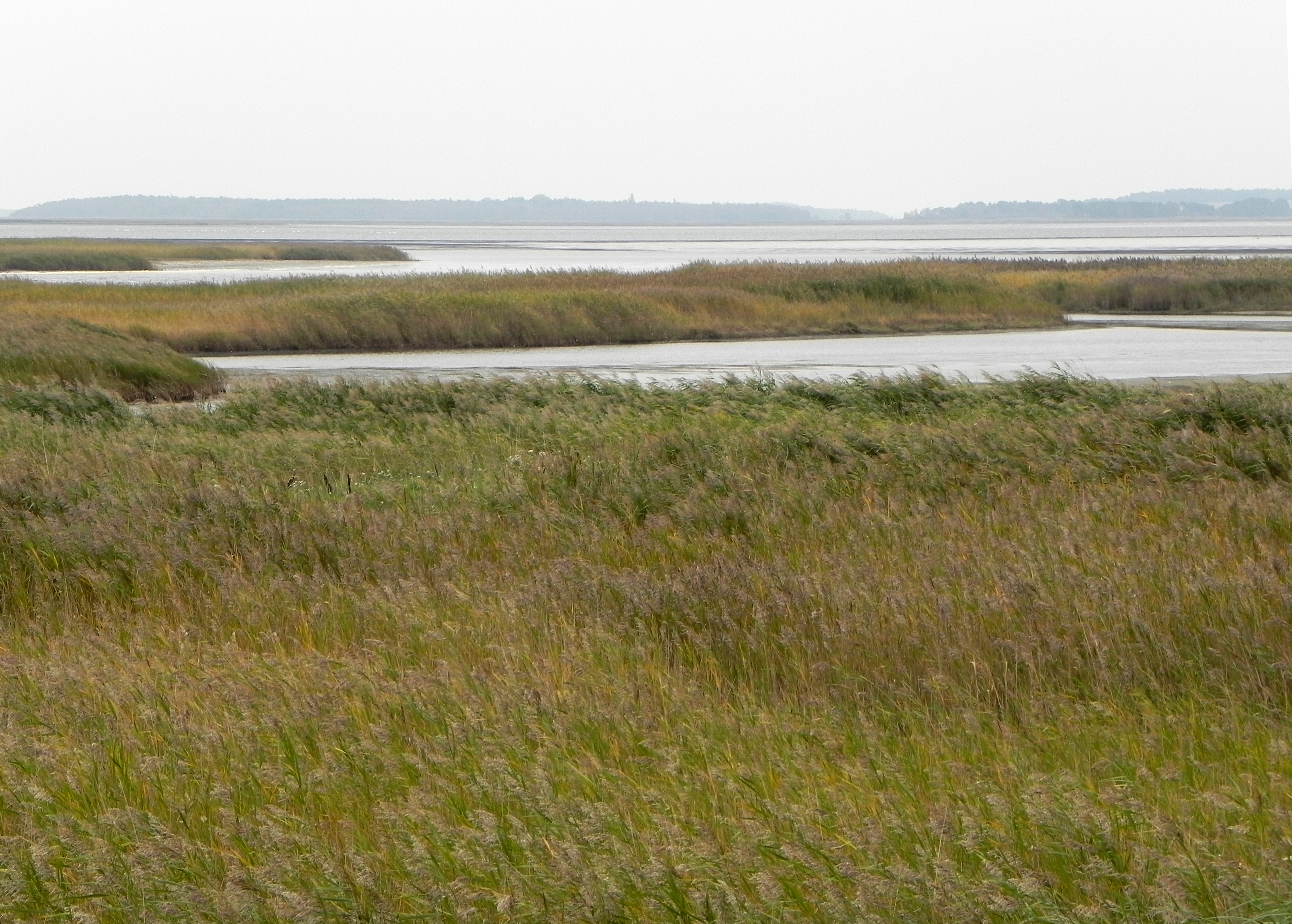
Typische seeartige Boddenlandschaft zwischen Zingst und Bock

Weil die Ostsee ohnehin ein Brackwassermeer mit relativ geringem Salzgehalt ist, sind die besonders stark isolierten Lagunen unter den Boddengewässern von geringer Salinität (Salzgehalt: 0 bis ca. 1,2 %). Diese Bodden sind an ihren Ufern dicht mit Schilf bestanden und bieten so Lebensräume für viele an Süßwasser gebundene Vogelarten. Typische, und für die kommerzielle Fischerei bedeutende Fischarten sind Hecht, Zander, Flussbarsch und Aal.
Ein besonderer Lebensraum der vorpommerschen Boddenküste ist das Windwatt. Hierbei fallen im Wechsel der Windrichtungen bzw. der Windstärken die seichtesten Küstenbereiche mitunter wochenlang trocken und können anschließend wieder tagelang überflutet werden. In den Trockenphasen können in den offeneren, stärker marin geprägten Bodden starke Schwankungen der Salzkonzentration im Boden (Substrat) der Wattflächen auftreten: Nach Regenfällen sinkt sie deutlich ab und bei sommerlicher Trockenheit mit hoher Verdunstung steigt sie erheblich an. Auch heizen sich die trockenliegenden Flächen im Sommer tagsüber stark auf, um des Nachts wieder stark abzukühlen. Unter diesen extremen Bedingungen können nur sehr wenige wirbellose Tierarten leben, die dafür aber in umso größerer Anzahl vorkommen. Sie bilden die Nahrungsgrundlage für viele Watvogelarten, etwa für Säbelschnäbler und Sanderlinge. Das Windwatt bietet zudem wichtige Rastplätze für Zugvögel wie den Kranich und viele Gänsearten. Zusätzlich sind die Wattflächen ein sicherer Ruheraum für Robben.
Unter anderem all diese ökologischen Besonderheiten waren Gründe für die Errichtung des Nationalparks Vorpommersche Boddenlandschaft zwischen dem Darß und der Insel Rügen.

## Philatelistisches
Mit dem Erstausgabetag 2. Januar 2015 gab die Deutsche Post AG in der Briefmarkenserie Wildes Deutschland ein Postwertzeichen im Wert von 85 Eurocent mit der Bezeichnung Ostsee – Boddenlandschaft heraus. Der Entwurf stammt vom Grafiker Dieter Ziegenfeuter.